# Jesse Jackson
Jesse Louis Jackson (Greenville, Južna Karolina, 8. listopada 1941.), američki političar, aktivist za ljudska prava i baptistički svećenik.
Rodio se u obitelji niže srednje klase. Otac mu je već bio oženjen s drugom ženom, a majka mu se udala za Charlesa Henryja Jacksona koji ga službeno posvaja 1957. godine. 
Tijekom borbe za građanska prava američkih crnaca u 60-im godinama 20. stoljeća, povezao se s Martinom Lutherom Kingom Juniorom. Bio je pristaša njegovog učenja, pa je vrlo mlad imenovan jednim od vođa SCLC-a. Nakon što je King ubijen u atentatu 1968. godine, između Jacksona i Ralpha Abernathya dolazi do žestoke borbe za vlast i dužnost predsjednika SCLC-a na nacionalnoj razini. Definitivno se razilaze 1971. godine. Jackson okuplja saveznike i pristaše u organizaciju zvanu "Operation PUSH' (People United to Save Humanity), a kasnije i "Koaliciju duge" (Rainbow Coalition) koja se 1996. spojila s Operation PUSH. Kao aktivist, bio je dva puta u utrci za predsjednika SAD-a (1984. i 1988.), ali je oba puta izgubio. 
Bio je pobornik pro-life pokreta, koji se bori protiv pobačaja. Osporavao je sudski proces Roe protiv Wade. Kasnije je postao zagovornik pobačaja. Oslobodio je iz zatočeništva američkog vojnika u sirijskom zatvoru, kao i još puno obespravljenih. Tijekom rata na Kosovu 1999. godine, Jackson je otišao u Beograd da bi oslobodio trojicu američkih ratnih zarobljenika. Slobodan Milošević je popustio i oslobodio ih.
Ima ženu i šestero djece, s time da mu je kći Ashley (rođena u svibnju 1999.) iz izvanbračne veze.